# Autriche-Hongrie
30 mars 1867 – 31 octobre 1918
(51 ans, 7 mois et 1 jour)
Entités précédentes :
- Empire d'Autriche
- Empire ottoman (en Bosnie, 1908)

Entités suivantes :
- République d'Autriche allemande
- République démocratique hongroise
- République tchécoslovaque
- État des Slovènes, Croates et Serbes
- République populaire d'Ukraine occidentale
- Pologne
- Royaume de Roumanie
- Royaume d'Italie

L'Autriche-Hongrie (en allemand : Österreich-Ungarn, en hongrois : Ausztria-Magyarország), en forme longue habituelle la Monarchie austro-hongroise (en allemand : Österreichisch-Ungarische Monarchie, en hongrois : Osztrák-Magyar Monarchia), parfois appelée l'Empire austro-hongrois ou encore la monarchie danubienne, est un ancien empire d'Europe centrale réunissant deux pays distincts : l'empire d'Autriche ou, plus simplement, l'Autriche, et les royaumes de Hongrie-Croatie ou, plus simplement, la Hongrie. 
Plus précisément, il s'agissait d'une fédération monarchique de deux États créée par le partage, en 1867, de l’empire d'Autriche (lui-même regroupant, à partir de 1804, les États régis par les Habsbourg à la suite de la disparition du Saint-Empire romain germanique) en une union réelle qui a duré jusqu’en 1918,,,,,. Ces deux États, contigus et égaux, unis par la maison de Habsbourg-Lorraine et liés par un « compromis » (en allemand : Ausgleich ; en hongrois : kiegyezés) sont :
- l'Autriche, officiellement les royaumes et pays représentés à la Diète d'Empire[10],[11], dits « Cisleithanie »[12],[N 1], comportant notamment les archiduchés de Basse-Autriche et de Haute-Autriche ainsi que les royaumes de Bohême et de Galicie-et-Lodomérie, ayant comme langue principale l'allemand et sa capitale à Vienne ;
- la Hongrie, officiellement les pays de la Couronne de saint Étienne, dits « Transleithanie »[13],[N 1] ou « Grande Hongrie », à savoir les royaumes de Hongrie et de Croatie-Slavonie, ayant comme langue principale le hongrois et sa capitale à Budapest.

Une union douanière complète l'union politique. En 1908, l'Autriche-Hongrie annexe la Bosnie-Herzégovine qu'elle occupait et administrait depuis 1878, mais qui était restée nominalement sous souveraineté ottomane : l'union douanière est alors élargie à ce territoire.
La constitution politique de l'Autriche-Hongrie fait suite à l’exclusion des empereurs d'Autriche de leurs zones d’influence traditionnelles : l'Italie (1860) puis l’Allemagne (1866). Le projet de François-Joseph Ier consiste alors à conforter son assise en associant les élites hongroises au pouvoir. Ce compromis est accepté par la noblesse hongroise, car il pérennise la plupart de ses privilèges féodaux institués par la Bulle d'or du roi André II en 1222. En 1867, François-Joseph, déjà empereur d’Autriche, est couronné à Budapest comme monarque de la Couronne de saint-Étienne, soit d'abord roi apostolique de Hongrie, mais également roi de Croatie-Slavonie.  
Autocrate conservateur, mais pragmatique, il s’appuie sur les facteurs de cohésion que sont la monarchie et sa bureaucratie, l’Église catholique, l’aristocratie et l’armée. Son petit-neveu lui succède en 1916 sous les noms de Charles Ier d’Autriche et Charles IV de Hongrie. 
L'empire habsbourgeois devient ainsi une « double monarchie », expression typiquement utilisée pour l’Autriche-Hongrie. L’aigle à deux têtes, symbole bien antérieur à la constitution, lui convient parfaitement. Les adjectifs officiels étaient les suivants :
- « impérial et royal » (« K. und K. » : Kaiserlich und Königlich) pour les services communs (armée, finances, diplomatie) : la KuK Marine est la marine de guerre et la KuK Armee la composante commune des forces terrestres austro-hongroises ;
- « impérial-royal » pour les services propres à la « Cisleithanie » dont le souverain est empereur d'Autriche mais également, à l'intérieur de cet empire, roi de Bohême et de Galicie-et-Lodomérie, margrave de Moravie, duc ou comte des autres territoires héréditaires des Habsbourg[a] ;
- « royal » pour les services propres à la « Transleithanie », où le souverain règne d'abord à titre de roi apostolique de Hongrie, mais également comme roi de Croatie-Slavonie.

Ce compromis politique avec la noblesse hongroise lèse les intérêts des autres peuples de la « double monarchie », slaves (Tchèques, Slovaques, Polonais, Ukrainiens, Slovènes, Croates, Bosniaques, Serbes) et latins (Italiens, Roumains). Lors de la défaite à l’issue de la Première Guerre mondiale et au nom du « droit des peuples à disposer d'eux-mêmes », les assemblées représentatives de ces peuples, constituées en décembre 1918, proclament, ainsi d'ailleurs que le Conseil national des Hongrois, leur séparation de la « double monarchie ».
Ce processus aboutit au remplacement de l’Empire austro-hongrois par sept « États-nations ». Certains sont nouvellement indépendants, allant ainsi bien au-delà des anciennes revendications de l’austroslavisme et du trialisme, restées insatisfaites : ce sont la Tchécoslovaquie et le royaume des Serbes, Croates et Slovènes, future Yougoslavie, formé par la réunion des Slaves méridionaux d’Autriche-Hongrie, de Serbie et du Monténégro. Un autre, la Pologne, est ressuscité après plus de 120 ans de disparition. Deux pays latins déjà existants sont simplement agrandis aux dépens de l’empire : l’Italie et la Roumanie.
Ces profonds changements sont officialisés durant les deux années suivantes par la signature des traités de Saint-Germain et du Trianon qui consacrent la fin de l’Empire, l’interdiction pour les Habsbourg de résider en Autriche, mais aussi l’interdiction pour les Allemands d’Autriche, ainsi exclus du fameux « droit des peuples », de s’unir à la république de Weimar. L’Autriche elle-même devient et reste une république, tandis qu'en Hongrie un bref épisode républicain laisse place à une monarchie gouvernée par une régence et réduite au tiers central de la Grande Hongrie, un tiers des Magyars se retrouvant en dehors de ses nouvelles frontières.

## Formation de l'Autriche-Hongrie
Un certain nombre d'auteurs s'accordent pour voir dans l'Autriche-Hongrie une union réelle. Sa nature a néanmoins été discutée. Quelques auteurs autrichiens ou étrangers y ont vu un État fédéral, d'autres une simple confédération d'États.

### Entités constitutives de la monarchie
Succédant à l'empire d'Autriche, la dénomination officielle d'Autriche-Hongrie apparaît en 1867, mais désigne un État déjà constitué dès la première partie du XVIIIe siècle. C'est la dernière forme politique qu'ont prise les possessions de la dynastie impériale des Habsbourg-Lorraine en Europe centrale.
L’Autriche-Hongrie est, après l'Empire russe, le plus grand État d’Europe avec une superficie de 676 249 km2. Mais tous ses peuples, et notamment les Slaves, n’y sont pas également représentés : l’ancien royaume de Bohême-Moravie, celui de Galicie-Lodomérie, celui de Croatie-Slavonie ainsi que la principauté de Transylvanie ont perdu leurs prérogatives antérieures et la « double monarchie » n'est formée que de deux entités principales et ultérieurement d'une troisième :
- l’empire d'Autriche tel qu’il fut défini en 1867 (dit « Cisleithanie ») ;
- les royaumes de Hongrie et de Croatie-Slavonie réunis (dits « Transleithanie ») ;
- la Bosnie-Herzégovine, qui n’est rattachée ni à l’un ni aux autres, mais placée sous administration commune en 1878 par le traité de Berlin, et annexée en 1908.

Cette organisation territoriale et la législation qui en découle favorisent largement les aristocraties et les bourgeoisies germanophones et magyarophones, de confession catholique romaine (religion de l’État et de la dynastie), au détriment des autres groupes sociaux, linguistiques ou religieux.
| Budapest Vienne Linz Prague Czernowitz Klagenfurt Laibach Görz Zara Lemberg Parenz Brünn Salzbourg Troppau Graz Triest Innsbruck Bozen Brégence Zágráb Sarajevo Cracovie Pilsen Szeged Szabadka Debrecen Pozsony Temesvár Nagyvárad Arad Kolozsvár Royaume de Roumanie Royaume de Bulgarie Empire allemand Empire russe Royaume de Serbie Royaume d'Italie |

#### Royaumes et pays représentés à la Diète d'Empire

Pavillon des royaumes et pays représentés à la Diète d'Empire de 1867 à 1918.

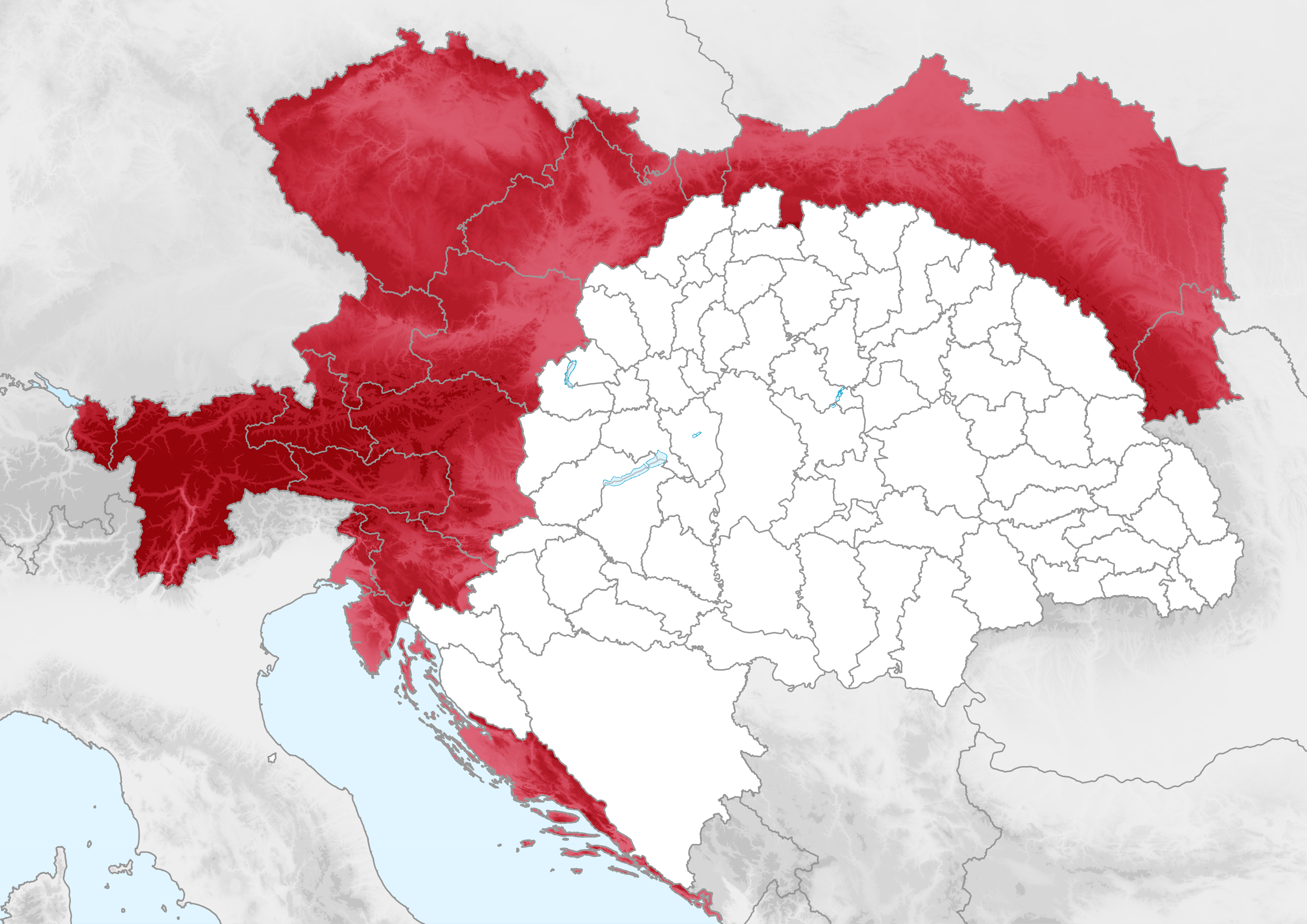
En rouge, les royaumes et pays représentés à la Diète d'Empire (Cisleithanie) au sein de l'Empire.

L'Autriche, en tant qu'État distinct de la Hongrie, est un « État anonyme », sans dénomination officielle. Elle est désignée par l'expression « royaumes et pays représentés au Reichsrat » — formule empruntée à la Patente de février — ou comme « la Cisleithanie ». D'une superficie de 300 193 km2, elle compte 28 567 898 habitants (recensement de 1910). Elle est constituée de 17 provinces. Chacune d'elles dispose d’une autonomie relative, avec des assemblées provinciales (Landtag) élues dans un premier temps au suffrage par classes, censitaire puis universel. Les habitants de langue allemande, qui comptent pour 36 % de la population totale et élisent 43 % des sièges au parlement, s’opposent globalement à la restauration d’un royaume de Bohême autonome, revendiquée par les Tchèques.
Un ensemble austro-bohémien a été fondé en 1526 lorsque Ferdinand, époux d'Anne Jagellon, hérite de son beau-frère Louis II de Hongrie. Il a été consolidé lors des guerres de Trente Ans (1618-1648) et de succession d’Autriche (1740-1748). Cet ensemble sert de socle à la création de l'empire d’Autriche en 1804.
En 1867, l'Autriche « cisleithane » couvre :
- la part de l'empire d'Autriche ayant fait partie de la Confédération germanique[22],[N 2], à savoir :
  - les pays héréditaires des Habsbourg, à savoir : l'archiduché d'Autriche, les trois duchés de Styrie, de Carinthie et de Carniole, le comté princier de Tyrol — avec le Vorarlberg — ainsi que Trieste, l’Istrie occidentale et le comté de Gorizia et Gradisca[24],
  - la région de l'Inn (« Innviertel »), rattachée depuis 1779 à l’Autriche au détriment de la Bavière (Nord-Ouest de l'Autriche),
  - l'évêché de Salzbourg et l’évêché de Trente, anciennes principautés épiscopales, sécularisées en 1803,
  - les trois pays de la Couronne de Bohême, à savoir : le royaume de Bohême et le margraviat de Moravie, ainsi que la Silésie,
  - les deux anciens duchés d'Auschwitz et de Zator[N 2],
- le royaume de Galicie et de Lodomérie, pris en 1772 à la Pologne lors du premier partage de ce pays (aujourd’hui réparti entre la Pologne et l’Ukraine),
- le duché de Bucovine, pris en 1775 à la Moldavie (aujourd’hui réparti entre la Roumanie et l’Ukraine),
- le royaume de Dalmatie, pris en 1797 à la république de Venise (aujourd'hui en Croatie).

#### Les pays de la Couronne de saint Étienne

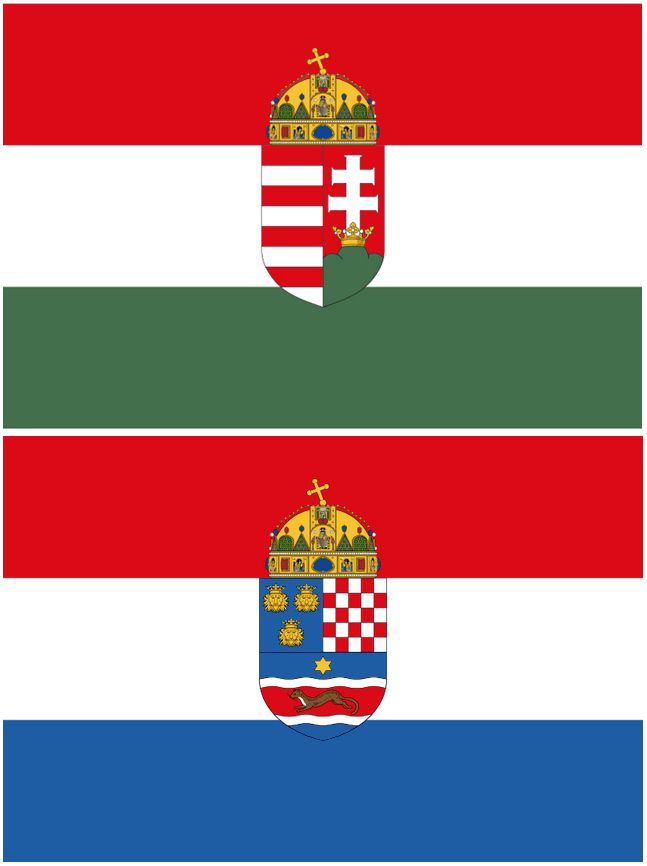
Pavillons des pays de la Couronne de saint Étienne de 1867 à 1918 (haut : Hongrie ; bas : Croatie).

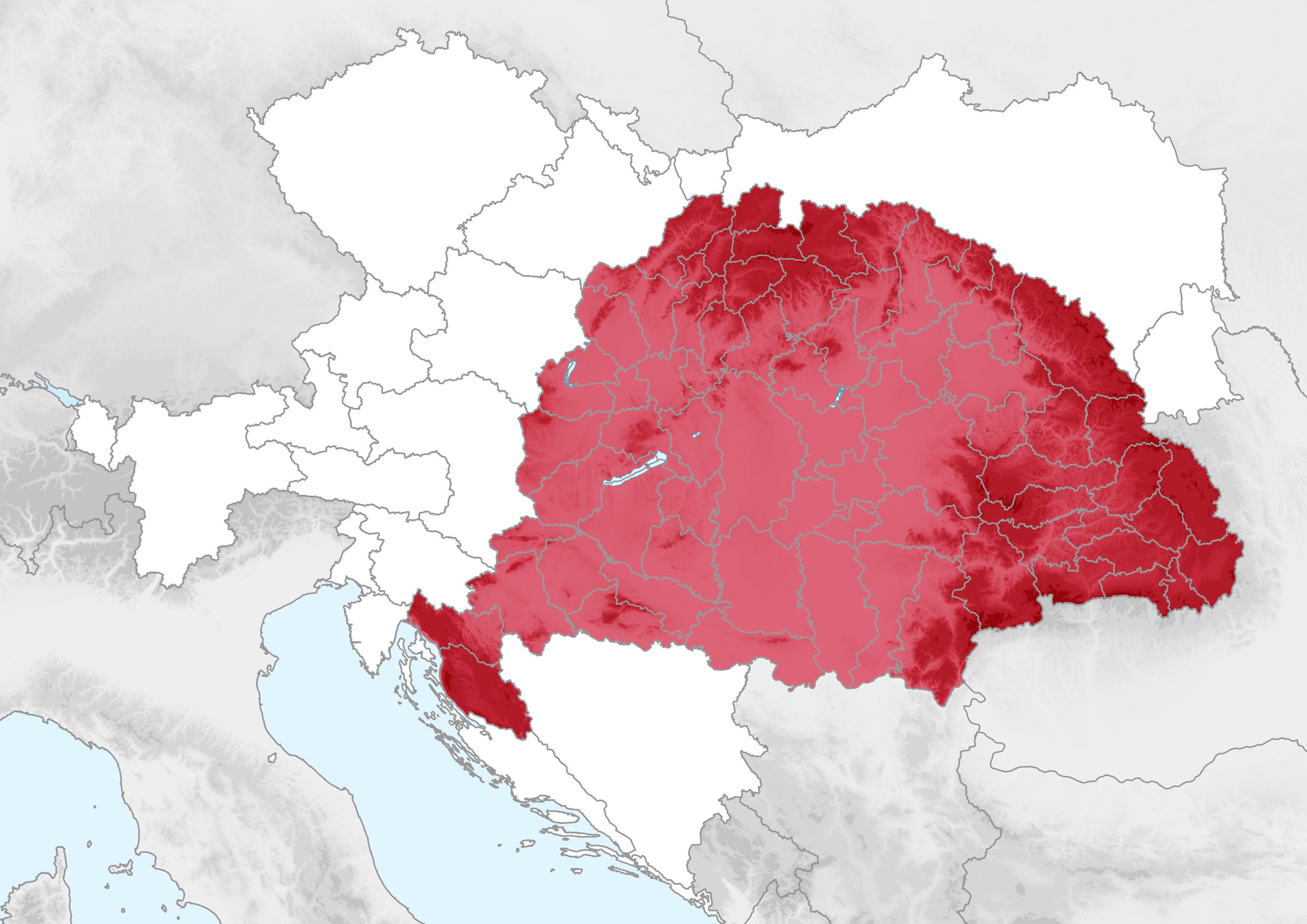
En rouge, les pays de la Couronne de saint Étienne (Transleithanie) au sein de l'Empire.

Les pays de la Couronne de saint Étienne ont une superficie de 324 857 km2 et une population de 20 840 678 habitants.
En vertu du compromis hungaro-croate de 1868, ils comprennent :
- le royaume de Hongrie proprement dit (282 323 km2), comprenant depuis 1867 la Transylvanie ;
- le royaume de Croatie-Slavonie (encore appelé Croatie-Esclavonie), royaume autonome avec pour capitale Zagreb, 42 534 km2 ;
- la ville séparée de Fiume et son territoire (20 km2), avec le titre de « corps séparé annexe de la sainte couronne du royaume »[25].

Le royaume de Hongrie possède, contrairement à l’empire d’Autriche, une structure centralisée. Les comitats, unités administratives de base, sont gérés conjointement par un préfet nommé par l'État et un alispán élu par l'aristocratie locale. Le royaume de Croatie-Slavonie dispose d'une administration autonome dirigée par un ban nommé par l’État qui est responsable devant le Sabor, assemblée élue qui a la capacité de légiférer dans les domaines de l’enseignement et la justice.
Les pays de la Couronne de saint Étienne comprennent plus ou moins le territoire du premier royaume de Hongrie constitué peu après l’an 1000 et à nouveau regroupé en 1699 lorsque les Habsbourg étendent la Hongrie royale à la Hongrie ottomane libérée de l’emprise ottomane et à la Principauté de Transylvanie, vassale des Ottomans et également appelée royaume de Hongrie orientale. Ils sont dès lors gouvernés par la minorité dominante des aristocrates magyars qui revendiquent leur autonomie face aux Habsbourg et détiennent (jusqu’en 1918) la majeure partie des terres dans les pays de la Couronne de saint Étienne.

#### Le condominium de Bosnie-Herzégovine

Pavillon du condominium de Bosnie-Herzégovine de 1908 à 1918.

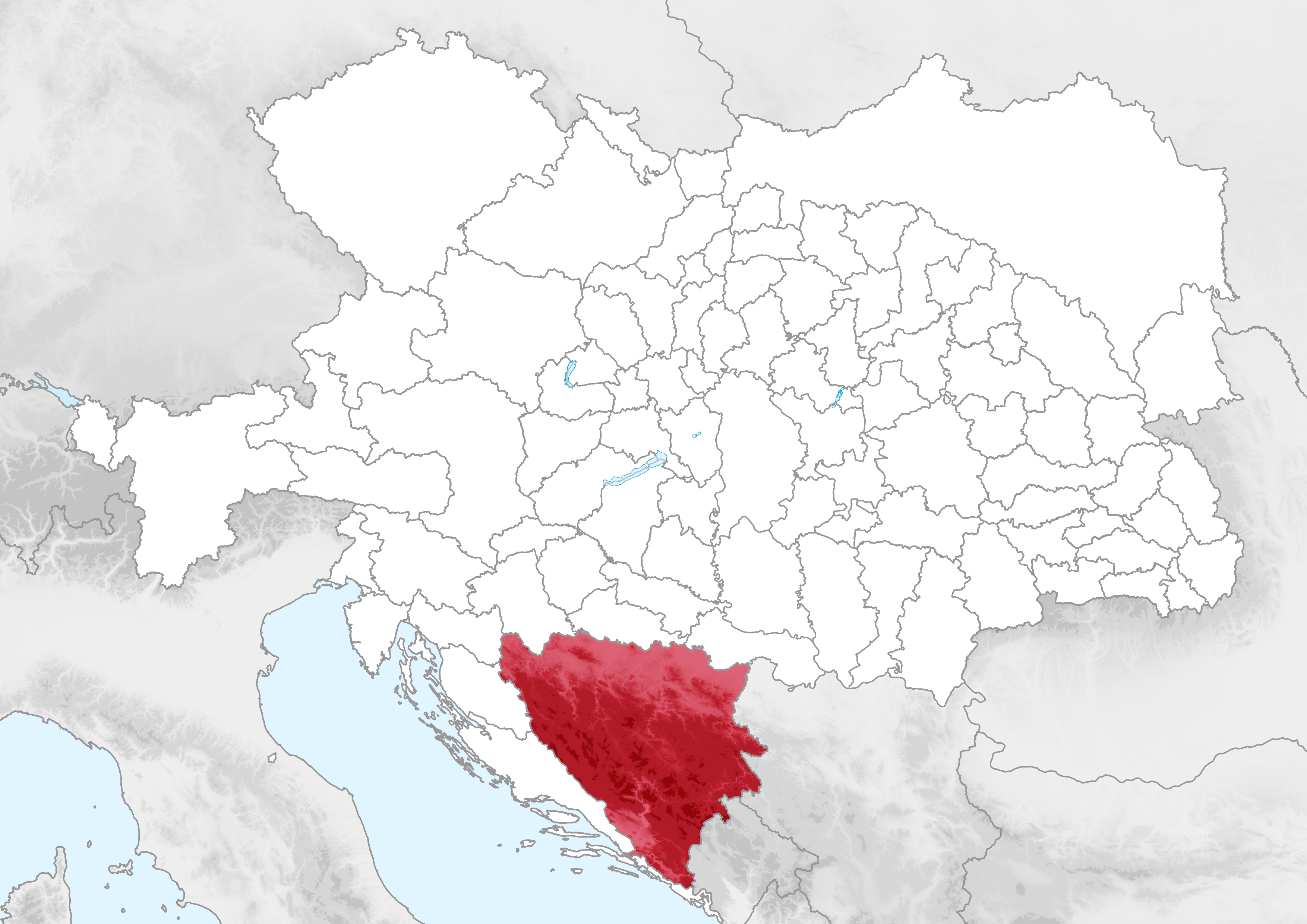
En rouge le condominium de Bosnie-Herzégovine au sein de l'Empire.

Administrée par l'Empire à partir de 1878 après une campagne militaire puis annexée en 1908 sous les auspices du ministre Alois Lexa von Aehrenthal, la Bosnie-Herzégovine a une superficie de 51 199 km2 et une population de 1 898 044 habitants. Elle est constituée de deux provinces :
- la Bosnie, capitale Sarajevo ;
- l'Herzégovine, capitale Mostar.

Le condominium n'est attribué ni à l'Autriche ni à la Hongrie. De plus, les catholiques (Croates) sont minoritaires en Bosnie-Herzégovine et ni la Cisleithanie ni la Transleithanie ne souhaitent augmenter leurs minorités orthodoxes (Serbes), et encore moins englober une minorité musulmane (Bosniaques).
De ce fait, la Bosnie-Herzégovine se retrouve ainsi être la « Troisième entité de la double monarchie » : annexée, elle ne dépend spécifiquement d’aucune de ses deux composantes mais est considérée comme commune aux deux couronnes, qui administrent ensemble tout ce qui ne relève pas des pouvoirs locaux bosno-herzégoviniens. Les pouvoirs locaux sont surtout confiés à la minorité catholique (croate, 22,9 % de la population) et à la minorité musulmane (bosniaque, 32,7 % de la population), ce qui mécontente la minorité orthodoxe (serbe, 43,5 % de la population).

### Les institutions politiques: le compromis de 1867
- « Cisleithanie » (Autriche)
- « Transleithanie » (Hongrie et Croatie-Slavonie)
- Bosnie-Herzégovine

Pavillon civil de l'Empire de 1869 à 1918.

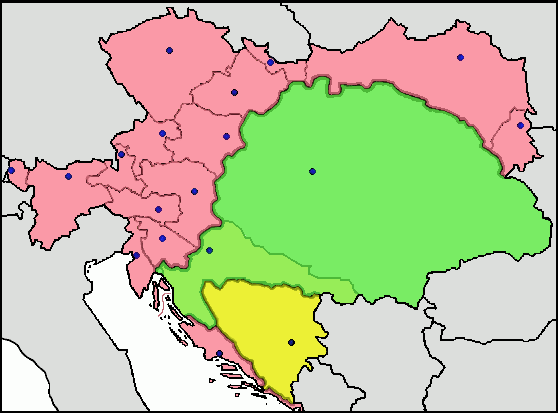
Subdivisions de l'Autriche-Hongrie après 1878 :
« Cisleithanie » (Autriche)
« Transleithanie » (Hongrie et Croatie-Slavonie)
Bosnie-Herzégovine (ajoutée en 1908)

Après la défaite de Sadowa en 1866 face à la Prusse, les options fédérales à six (Autriche, Bohême-Moravie, Galicie, Hongrie, Croatie et Transylvanie) ou à trois (Autriche, Hongrie, Croatie) sont abandonnées et, en 1867, l'empire d'Autriche devient une « double monarchie » (impériale et royale) rassemblant l'empire d'Autriche et le royaume de Hongrie. Le compromis de 1867 est négocié entre Beust, président du Conseil de l'empire d'Autriche, et Andrássy, président du Conseil du royaume de Hongrie, l'un des héros de la guerre d'indépendance de 1848-1849. Ce compromis fait accepter François-Joseph par les Hongrois, et il est solennellement couronné roi apostolique de Hongrie à Budapest.

#### Des gouvernements distincts pour l'empire d'Autriche et le royaume de Hongrie
La partie autrichienne de l’empire devient peu à peu une véritable monarchie constitutionnelle, avec un système de représentation bicaméral qui comprend :
- une chambre des seigneurs, dont les membres sont désignés par l’empereur ;
- une chambre des députés, dont les membres d’abord désignés par les diètes provinciales sont progressivement élus au suffrage universel masculin.

Eduard Taaffe, ami personnel de l’empereur, est ministre-président de 1879 à 1893.
Dans la partie hongroise, le pouvoir est exercé par l’aristocratie foncière hongroise qui s’assure le contrôle quasi exclusif de la chambre des députés, grâce à un système électoral censitaire et un découpage approprié des circonscriptions. Kálmán Tisza puis son fils István Tisza sont ministres-présidents de 1875 à 1890, puis de 1903 à 1905 et de 1913 à 1917. La capitale de l’État restauré fait l’objet d’un plan d’urbanisme ambitieux, de la fusion en 1873 des communes de Buda, Óbuda et Pest, à l’inauguration en 1896 de la première ligne de métro continentale et de la place des Héros, pour célébrer le millénaire du royaume. En 1910, au Parlement de Budapest, les 453 députés sont pour la plupart issus de la noblesse, soit environ 9 000 familles qui possèdent un tiers des terres du royaume .

#### Les instances pour gérer les affaires communes
Les affaires communes aux deux États sont réduites. Elle se répartissent en deux catégories : les « affaires communes » proprement dites, d'une part, et les « affaires d'intérêt commun », d'autre part. Les premières sont dites « programmatiquement communes » car dérivant de la Pragmatique Sanction ; les secondes, « dualistiquement communes ».
Les « affaires communes » proprement dites sont au nombre de trois, chacune gérée par un ministère : les affaires étrangères, les affaires militaires et les finances communes. S'il y a une armée commune avec un état-major commun, il y a toutefois deux armées territoriales : Landwehr en Autriche et Honvéd en Hongrie. Le ministère des Finances commun gère en plus à partir de 1879 la Bosnie-Herzégovine : il est financé à 70 % par la Cisleithanie et à 30 % par la Transleithanie.
Les « affaires d'intérêt commun » sont d'ordre économique. Elle comprennent : les affaires commerciales, notamment douanières ; la fiscalité indirecte en rapport avec la production ; le régime de la monnaie et du crédit ; les chemins de fer d'intérêt commun. L'harmonisation qu'elles exigent fait l'objet de dispositions communes renouvelées tous les dix ans, dans des projets de lois identiques adoptés par les deux parlements. La convention douanière qui fait des territoires autrichien et hongrois un seul territoire douanier est renouvelée sans problème en 1878 et 1887. Elle est remplacée à partir de 1903 par un traitement de faveur avec réciprocité assurée.

##### Les ministres communs
Les trois ministres communs sont nommés et révoqués par l'empereur-roi. Leurs fonctions sont incompatibles avec celles de ministre de l'un ou l'autre des deux États. Ils sont individuellement et solidairement responsables de leurs actes devant les Délégations. Celles-ci peuvent les renvoyer devant une Haute Cour formée, pour moitié, de citoyens autrichiens et hongrois. Le Conseil des ministres communs comprend au moins cinq membres : aux trois ministres communs s'ajoutent, en effet, le ministre-président d'Autriche (Ministerpräsident) et celui de Hongrie (Miniszterlenök).

##### Les Délégations
Les Hongrois ayant rejeté la création d'un Parlement commun aux deux États, le contrôle parlementaire des ministres chargés de l'administration des affaires communes est assuré par deux Délégations. L'une et l'autre des Délégations ont un nombre égal de membres, le nombre maximal étant de soixante par délégation. Vingt membres sont élus par la Chambre haute et les quarante autres par la Chambre basse de chaque Parlement.
En Hongrie où le système électoral exclut en fait les nationalités autres que la hongroise, quatre des quarante délégués de la chambre basse sont croates. Les délégations siègent séparément, communiquent entre elles par écrit et n'ont aucun pouvoir législatif.

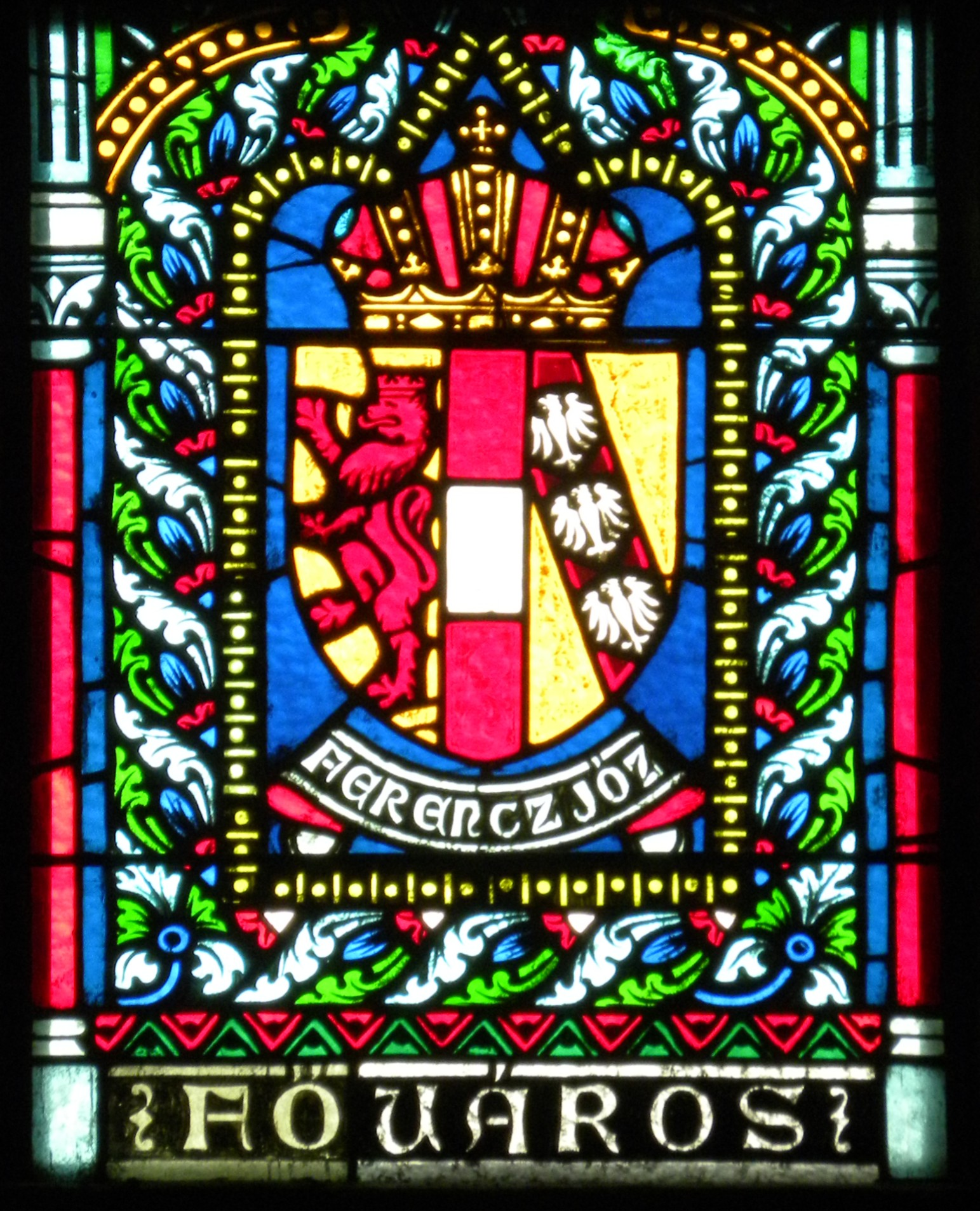
Armoiries de l'empereur François-Joseph Ier sur un vitrail de l'Église Notre-Dame-de-l'Assomption de Budavár à Budapest.

##### Le conseil de la Couronne
Une institution moins formelle existe, le conseil de la couronne. 
Présidée par l'empereur, chacune de ses réunions est présidée par l'empereur-roi, mais l'ordre du jour est fixée par le Chancelier.

## Riches potentiels et cohésion problématique
L'Autriche-Hongrie a globalement développé à la fois son agriculture et son industrie. Cependant, l'évolution de chacune de ses parties est contrastée. La Hongrie reste essentiellement agricole et gouvernée par une aristocratie jalouse de ses privilèges, alors que l'ensemble austro-bohémien s'industrialise et se démocratise.
Point de convergence des archaïsmes et des idées progressistes d'une époque, Vienne est en 1900 l'un des principaux phares de la culture européenne.
Le défi majeur de la double monarchie est d'ordre politique. L'Autriche-Hongrie connaît comme les autres États de l'époque les conflits de classes sociales, mais d'autres peuples demandent leur place à côté des germanophones et des Hongrois, notamment ceux qui avaient constitué des États avant d'être intégrés : principalement les Tchèques et les Polonais en Autriche, et les Croates en Hongrie.

### Démographie
À la veille de la Première Guerre mondiale, l’Autriche-Hongrie est le troisième État européen par sa population, soit 51 306 620 habitants. L’allemand est langue officielle en Cisleithanie, le magyar en Transleithanie. Le recensement de 1910 fait état de douze principaux groupes linguistiques dont huit slaves, en distinguant les Croates catholiques, les Bosniaques musulmans et les Serbes orthodoxes. Dans l’armée, l’allemand reste la seule langue du commandement même si les officiers doivent être polyglottes afin d’être compris de leurs hommes.

#### Les nationalités

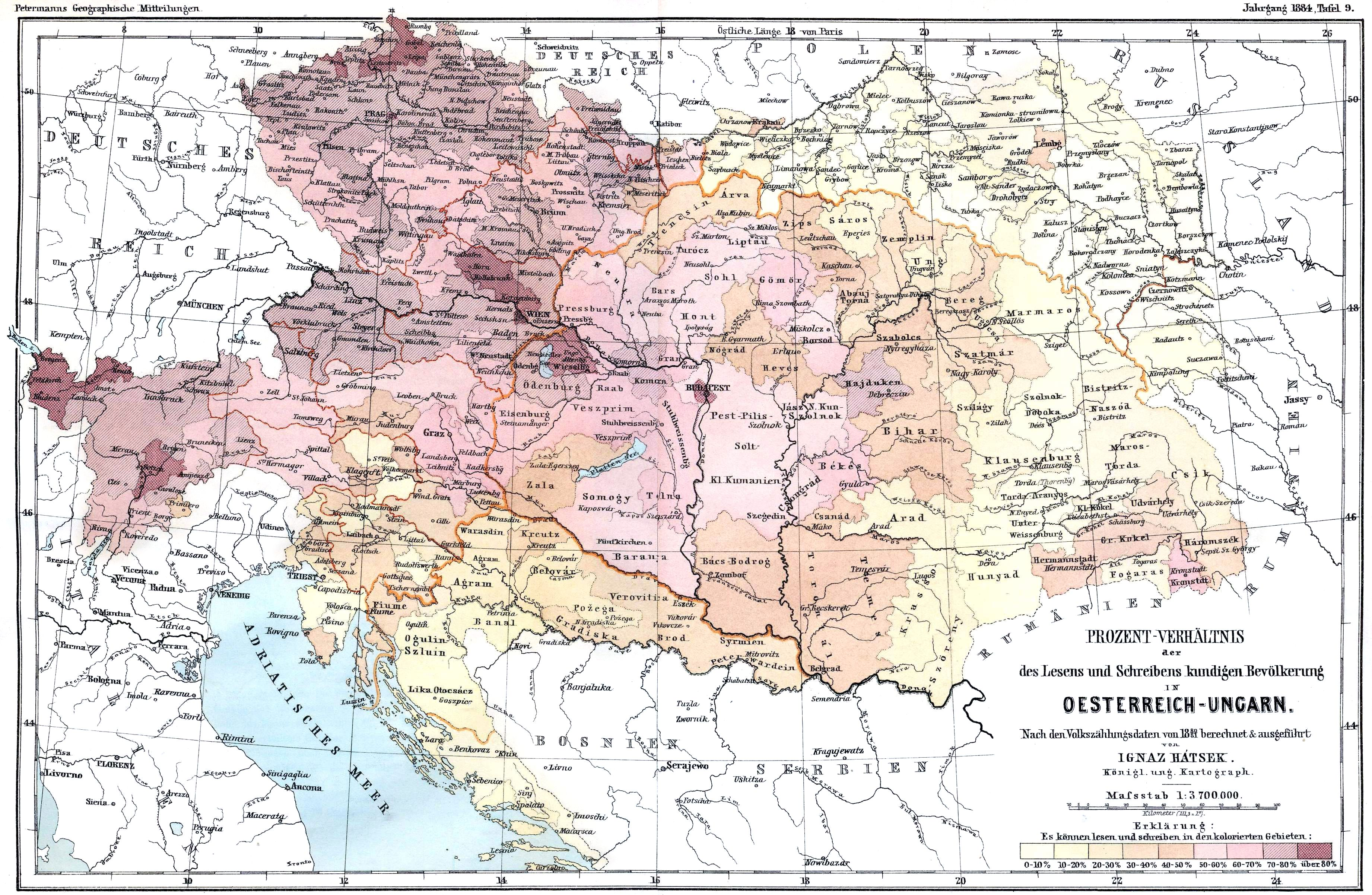
Le taux d’alphabétisation témoigne du statut privilégié des Allemands et des Magyars dans l’Empire, mais il était également élevé chez les Tchèques.

Le compromis austro-hongrois n'instituait pas de nationalité austro-hongroise par droit du sol, mais deux citoyennetés séparées : autrichienne pour les ressortissants de la Cisleithanie et hongroise pour ceux de la Transleithanie (Hongrie et Croatie). A celles-ci s'ajoutera, après 1908, la citoyenneté du condominium de Bosnie-Herzégovine. En revanche, par droit du sang, l'état-civil et les recensements reconnaissaient des nationalités  dans le sens d'ethnies, définies par la déclaration d’usage de la langue et ainsi réparties en 1910 :
- les Allemands ethniques sont 12 006 591 (23,4 % de la population de la Double-monarchie), dont 10 millions en Autriche et 2 millions en Hongrie. Le groupe germanique forme une masse compacte dans l'actuelle Autriche, dans la région des Sudètes (pourtour de la Bohême-Moravie) et dans plusieurs régions de Hongrie (notamment dans l'ouest du pays, dans le Banat et en Transylvanie) ;
- les Magyars vivent en groupes compacts au centre du bassin du Moyen-Danube et dans le pays sicule, mais sont aussi disséminés minoritairement dans toute la Hongrie, et majoritaires dans les centres des villes : ils sont quelque 10 056 315 personnes, soit 19,6 % de la population de la Double-monarchie et 46 % de celle de la Hongrie (sans la Croatie) ;
- les Slaves sont environ 45 % de la population de la Double-monarchie et sont divisés en six groupes linguistiques : Tchèques, Slovaques, Polonais, Ruthènes, Slovènes et Serbo-croates, qui face à la domination des Austro-Allemands et des Hongrois, développent des mouvements d'émancipation (comme la renaissance tchèque) et proposent de passer du dualisme Austro-hongrois à diverses formes de trialisme en créant une entité slave. Mais ils sont divisés : les Slaves occidentaux catholiques, tels les Tchèques, les Polonais et les Slovènes, ont en général un bon niveau de vie et d’instruction, tandis qu’à l’est les Ukrainiens et les Serbes, de tradition orthodoxe, sont souvent pauvres et illettrés ;
- les Latins (Italiens au Tyrol du Sud, en Istrie et en Dalmatie, Roumains dans le Banat, le Körösvidék, en Transylvanie et en Bucovine) représentent ensemble quelque 7,8 % de la population de l'Empire ;
- enfin, 2 313 569 sujets de l’Empire (4,57 %) appartiennent à d’autres cultures ; il s'agit principalement des Juifs (majoritairement ashkénazes de langue yiddish, notamment en Galicie, leur principale zone d'implantation) et des Roms. Parmi les Juifs, la bourgeoisie urbaine d’Autriche et de Hongrie est le plus souvent laïque, instruite et bien intégrée, tandis qu’en milieu rural, notamment en Galicie ou en Haute-Hongrie (actuelles Slovaquie et Ruthénie subcarpathique) les communautés traditionalistes faisant usage de vêtements spécifiques très visibles (caftans, grands chapeaux) mènent une vie très imprégnée par la religion dans des shtetls, séparément des autres populations, et sont souvent l’objet d’intolérance[38]. Les Roms, eux aussi, mènent une vie traditionnelle et nomade, offrant leurs services d’artisans là où ils campent, et victimes eux aussi d’intolérance.

| Langues (1910) | Diffusion | Population | Pourcentage |
| --- | --- | ---------- | ----------- |
| Allemand | Autriche, Tyrol et les provinces alpines, Bohême et Moravie urbaines (Austro-allemands et Juifs), Silésie, îlots au Banat, en Galicie, Plaine de Pannonie, Bucovine, Carniole et Transylvanie (Saxons) | 12 006 521 | 23,4        |
| Hongrois | Plaine de Pannonie, Slovaquie, Banat, Transylvanie (Magyars et Sicules) | 10 056 315 | 19,6        |
| Tchèque | Bohême, Moravie, Silésie | 6 442 133  | 12,5        |
| Slovaque | Haute-Hongrie (Slovaquie) | 1 967 970  | 3,8         |
| Polonais | Galicie occidentale, villes de Galicie orientale, Silésie | 4 976 804  | 9,7         |
| Ruthène (Ukrainien et Rusyn) | Galicie orientale, Marmatie septentrionale, Bucovine septentrionale | 3 997 831  | 7,8         |
| Serbo-croate | Est de l’Istrie, Dalmatie, Croatie-Slavonie, Bačka, Bosnie-Herzégovine, Banat | 4 380 891  | 8,5         |
| Slovène | Basse-Styrie, Carniole, nord de l’Istrie, Trieste, Fiume | 1 255 620  | 2,4         |
| Roumain | Est de la Hongrie, Banat, Transylvanie, Marmatie, Bucovine | 3 224 147  | 6,3         |
| Italien, dalmate, istro-roumain | Istrie, Trentin, Trieste, Dalmatie, Fiume | 768 422    | 1,5         |
| Autres, dont environ 1 million de Yiddishophones en Galicie, Ukraine subcarpatique du fait de la migration intérieure dans les métropoles viennoise et budapestoise | | 2 313 569  | 4,5         |

#### Les religions
Places fortes de la Contre-Réforme, l'Autriche et accessoirement la Hongrie ont laissé peu d'espace au protestantisme qui est toutefois resté vivace en Bohême-Moravie et en Transylvanie. En conséquence, plus des trois quarts des Austro-Hongrois sont en 1910 d'affiliation catholique. L'orthodoxie est présente en Bosnie-Herzégovine, en Hongrie du Sud-Est, en Galicie orientale, en Transylvanie et en Bucovine. L'islam est présent en Bosnie-Herzégovine. Phénomène tant religieux qu'ethno-culturel, le judaïsme est représenté sous sa forme ashkénaze de langue yiddish dans les shtetlesh de Galicie, de Bucovine, de Ruthénie et de Marmatie, ainsi que dans les métropoles autrichiennes ou hongroises, et sous sa forme séfarade en Bosnie (particulièrement à Sarajevo où il est souvent ladinophone). Certains territoires se partagent entre trois ou quatre confessions (en Bosnie-Herzégovine, on trouve des catholiques, des orthodoxes, des musulmans et des juifs, en Transylvanie et en Bucovine des catholiques, des protestants, des orthodoxes et des juifs…).
Les germanophones et les magyarophones se partagent entre catholicisme (très majoritaire) et protestantisme ; Slovènes, Croates, Tchèques, Slovaques et Polonais sont catholiques ; Ukrainiens et Roumains peuvent être catholiques (de rite grec) ou orthodoxes ; les Serbes sont orthodoxes, et les Bosniaques musulmans. Les Roms enfin sont, pour certains, chamanistes, mais la majorité a déjà adopté l'une des religions des pays où ils vivent.
Toutes ces confessions sont présentes dans la capitale, où se produit un mélange culturel propice au développement de la vie intellectuelle et artistique, que d'aucuns trouvaient admirable, tandis que d'autres le trouvaient détestable. Dans une moindre mesure, on retrouve le même melting-pot dans les principales villes de l'Empire, comme en témoignent la littérature, le théâtre, les arts et l'architecture.
| Religion                                          | Empire | Autriche | Hongrie | Bosnie-Herzégovine |
| ------------------------------------------------- | ------ | -------- | ------- | ------------------ |
| Catholiques romains et gréco-catholiques          | 76,6 % | 90,9 %   | 61,8 %  | 22,9 %             |
| Protestants (luthériens, calvinistes, unitariens) | 8,9 %  | 2,1 %    | 19 %    | 0 %                |
| Orthodoxes                                        | 8,7 %  | 2,3 %    | 14,3 %  | 43,5 %             |
| Juifs                                             | 4,4 %  | 4,7 %    | 4,9 %   | 0,6 %              |
| Musulmans                                         | 1,3 %  | 0 %      | 0 %     | 32,7 %             |

### L'économie

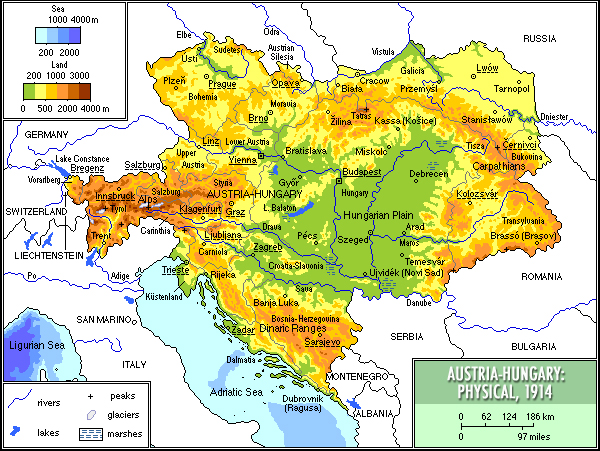
Carte physique de l'Autriche-Hongrie jusqu'en 1918 (676249 km2).

En 1910, 55 % de la population active travaille encore dans l'agriculture, 48 % en Cisleithanie et 62 % en Transleithanie. La Transleithanie fournit la moitié de la farine nécessaire à la production du pain consommé en Cisleithanie. La propriété des terres est très concentrée en Bohême et en Hongrie, elle est davantage morcelée dans les pays alpins où subsiste une classe moyenne paysanne importante.
L'Autriche-Hongrie est devenue la quatrième puissance industrielle en Europe, devançant de peu la Russie. La production aurait triplé en Autriche entre 1880 et 1913, avec en tête la métallurgie et la construction mécanique. Le Ministre-président d'Autriche de 1879 à 1893 Eduard Taaffe met en place une législation sociale relative à la durée du travail et à l'assurance maladie. Les industries se concentrent essentiellement en Basse-Autriche, Bohême ainsi qu'à Budapest côté Hongrie. Elles emploient 23 % de la population active.
La double monarchie constitue un vaste marché intérieur, notamment pour les produits agricoles de Transleithanie. Les produits manufacturés de Cisleithanie commencent à souffrir de la concurrence allemande. Le réseau ferroviaire a été multiplié par 8 entre 1860 et 1900. Il a récupéré son retard par rapport aux autres grands États européens grâce en particulier à l'impulsion de l'État. Trieste est devenu le huitième port européen et voit passer la moitié des exportations de la double monarchie.
L'industrie pétrolière en Galicie orientale, qui se développe à partir de 1854, est une des plus importantes d'Europe. En 1910, elle représente 5,22 % de la production mondiale.
En 1888, quatre banques installées à Vienne dominaient la place : la Banque austro-hongroise, la Länderbank, la Credit Anstalt-Bankverein et la Wiener Bankverein.

### La société
Léon Rousset décrivait l'Autriche-Hongrie comme un « contresens historique et géographique », mais un « contresens nécessaire » où les antagonismes pourraient s'atténuer dans un espace-tampon multiculturel plutôt que s'affronter violemment au cœur de l'Europe.
Selon d'autres auteurs, les différences linguistiques et religieuses recoupent souvent des inégalités sociales, économiques et politiques : ainsi par exemple les orthodoxes (Ukrainiens, Roumains ou Serbes) sont presque partout pauvres et peu instruits, et dans les régions où ils sont majoritaires, l’aristocratie, maîtresse des terres, est catholique de langue allemande, magyare ou polonaise, tandis que la bourgeoisie, maîtresse de l’industrie et du commerce, est catholique, protestante ou juive, de langue allemande, magyare ou yiddish. Dans ces conditions, la déclaration d’appartenance à une nationalité, c’est-à-dire l’affirmation d’une langue et d’une culture, vise moins à l’obtention d’une quelconque souveraineté qu’à exprimer au sein de l’Empire les mécontentements des groupes les moins favorisés.
Dans les deux parties de la Monarchie, la noblesse a un grand poids économique, en raison de l’immensité de ses propriétés foncières : en 1914 par exemple, moins de 1 % de la population possède 40 % du territoire. Une des revendications des nationalités est la réforme agraire, qui sera partiellement réalisée après le partage de l'Empire. De ce point de vue, les paysans ont pu voir avec espoir la double monarchie s'effondrer. En termes de classes sociales et de politique, la prédominance de l’aristocratie dans la haute administration et au gouvernement fait de la société austro-hongroise une société inégalitaire. Ces inégalités sont moins marquées en Autriche qu'en Hongrie.
L’Autriche, avec une bourgeoisie active et un taux de croissance économique avant 1914 équivalent à celui de l’Allemagne, se rapproche des États de l'Europe occidentale. La grande noblesse n'a pas hésité à investir dans les entreprises industrielles (exemple : Skoda) et François-Joseph n’hésite pas à anoblir la grande bourgeoisie, y compris juive, en reconnaissance de ses mérites. D’ailleurs, les Juifs austro-hongrois découvriront après 1918 que les « États successeurs » de l’Empire sont (surtout à partir des années 1930) généralement bien moins tolérants à leur égard que les Habsbourg-Lorraine. Un système d’assurances sociales a été créé au profit des travailleurs. Le suffrage est universel et direct depuis 1907 et les nationalités (Roms exceptés) sont proportionnellement représentées au Parlement de Vienne.
On retrouve ce clivage parmi les Slaves qui participent davantage à la vie politique en Autriche qu’en Hongrie. Le club polonais au Parlement de Vienne fait souvent varier les majorités, au gré de ses intérêts. Edvard Beneš et Hugh Seton-Watson (journaliste anglais ardent défenseur avec Lord Northcliffe de l’indépendance tchèque) reconnaissent que les Tchèques ont une certaine liberté politique sous l’Empire. Le problème des langues en Bohême se pose dès les élections de 1897 : il s’agit de permettre la mise en place d’un bilinguisme administratif en Bohême, donc de revenir partiellement à une situation antérieure à 1620. À cette réforme en faveur du tchèque s’opposent l’ensemble des partis allemands, dont les pangermanistes, qui organisent une forte agitation, relayée par le Reich, dans le Nord de la Bohême. Ce problème se manifeste par une pratique parlementaire utilisée de nombreuses fois par la suite : l’obstruction parlementaire, qui peut prendre plusieurs formes. Durant la période inaugurée par la mise en place du suffrage universel par classes en 1896 et close par la déclaration de guerre en 1914, les problèmes linguistiques paralysent le fonctionnement institutionnel de l’Autriche, ainsi que celui des partis qui se pensent transnationaux, comme les sociaux-démocrates du Parti social-démocrate d'Autriche.
Dans le royaume de Hongrie en revanche, les Slaves mais aussi les Roumains n’ont aucun droit politique, par défaut de représentation en application du système électoral hongrois : en 1910, au Parlement de Budapest, la vie politique est essentiellement réservée aux Magyars : sur 453 députés, 372 sont magyars . La plupart sont issus de la noblesse hongroise, moins de 9 000 familles qui possèdent un tiers des terres et qui considèrent Serbes, Slovaques, Ruthènes et Valaques comme « allogènes » alors qu'ils vivent dans leurs terroirs depuis environ mille ans. En conséquence, les mouvements autonomistes croate, serbe, slovaque, ruthène et roumain progressent rapidement dans ces populations discriminées, et qui se sentent humiliées. Seule la Croatie bénéficie d'une faible dose d'autonomie du côté hongrois, avec son Ban (vice-roi) et sa Sabor (assemblée) propre, mais pas du côté autrichien, et sa revendication d'un royaume croate unitaire au sein de l'Empire n'aboutit pas.
Ces multiples frustrations érodent la légitimité de la double-monarchie : pour l’écrivain autrichien de langue allemande Robert Musil (dans son roman L'Homme sans qualités), l’Autriche-Hongrie était une Cacanie, surnom dépréciatif tiré du préfixe apposé partout « K. und K. » : Kaiserlich und Königlich, soit « impérial et royal ».

### La culture
Si, sur le plan politique, l'Autriche-Hongrie est fragile, sur le plan culturel l'analyse de Léon Rousset se vérifie, car le rayonnement de la monarchie habsbourgeoise à la fin du XIXe siècle et au début du XXe siècle a bien été stimulé par sa richesse multinationale, où l'apport de sa minorité juive n'est pas des moindres : Hermann Broch, Sigmund Freud, Karl Kraus, Gustav Mahler, John von Neumann, Karl Popper, Joseph Roth, Arthur Schnitzler, Arnold Schönberg, Otto Weininger et Stefan Zweig en étaient issus. Vienne fut peut-être la capitale de la modernité. Son influence s'étendit tout au long du XXe siècle dans le domaine des arts (peinture, architecture, musique, littérature), de la science et le domaine médical, avec l’école psychanalytique, qui révolutionna la perception du monde. Tous ces domaines étaient un facteur d'universalisme dans cet empire, véritable mosaïque multinationale et multilingue qui, si elle avait su réduire ses inégalités, aurait pu désamorcer la montée des nationalismes des peuples qui le composaient,.
Malgré un conservatisme certain, la Cour de Vienne et notamment l’empereur François-Joseph ont soutenu, par la commande officielle, les artistes contemporains et le groupe de la Sécession. Ainsi, entre autres, Otto Wagner participa à la construction du métro de Vienne, en réalisant plusieurs de ses stations, réalisa l'immeuble de la Caisse d'Épargne et de la Poste, et Gustav Klimt se vit confier la fresque du hall d'entrée du musée d'Histoire de l'art de Vienne, ainsi que celles de la villa Hermès offerte par François-Joseph Ier à son épouse Élisabeth comme résidence privée à Vienne.
Les idées révolutionnaires des artistes viennois au début du XXe siècle ne s'appliquaient en aucun cas à la contestation politique et sociale de la dynastie des Habsbourg-Lorraine. La supranationalité impériale convenait à leur contestation de l'historicisme issu des mouvements nationalistes de la révolution autrichienne de 1848. Aucun d'entre eux ne se réclamait des nationalités dont ils étaient issus. La double-monarchie, incarnée par la dynastie, par son absence de référent national, était leur lieu d'expression, assignant à l'art une autre mission que politique.
Les nationalistes, pour leur part, ne s'y sont pas trompés : ils ressentaient la révolution artistique comme une décadence de la société. Mais ce n'est pas en termes de décadence que les artistes viennois parlaient d'eux-mêmes : c'est en termes de renouveau, en s'opposant aux goûts et aux diktats d'artistes quasi officiels comme le peintre Hans Makart, le « Rubens viennois » ou comme l'écrivain Franz Grillparzer, chantre de l'époque Biedermeier. Si l'édification de l'opéra de Vienne et du Ring avaient consacré le goût du pastiche architectural dans les années 1870, l'édification et la décoration du Métro, de la Caisse d'Épargne et de la Poste et de bien d'autres édifices publics ou privés surent donner ses bases à l'architecture contemporaine, voire futuriste.
En d'autres termes, cette « querelle des Anciens et des Modernes », de l'art officiel contre l'art nouveau, a été extrêmement perceptible dans la Vienne du début du XXe siècle.

## L'évolution de la double monarchie

### Vers l'épreuve de force: l'écueil de la fuite en avant
La décomposition de l’Empire ottoman amène l’Autriche-Hongrie à rechercher l’alliance de l’Allemagne pour contrer l’expansionnisme russe et les velléités de rassembler tous les peuples slaves du Sud en un même État. Cette politique l’éloigne de la France et du Royaume-Uni, alors que la double monarchie partage avec ce dernier le même souci d’équilibre entre puissances continentales européennes.

#### Les tensions internes

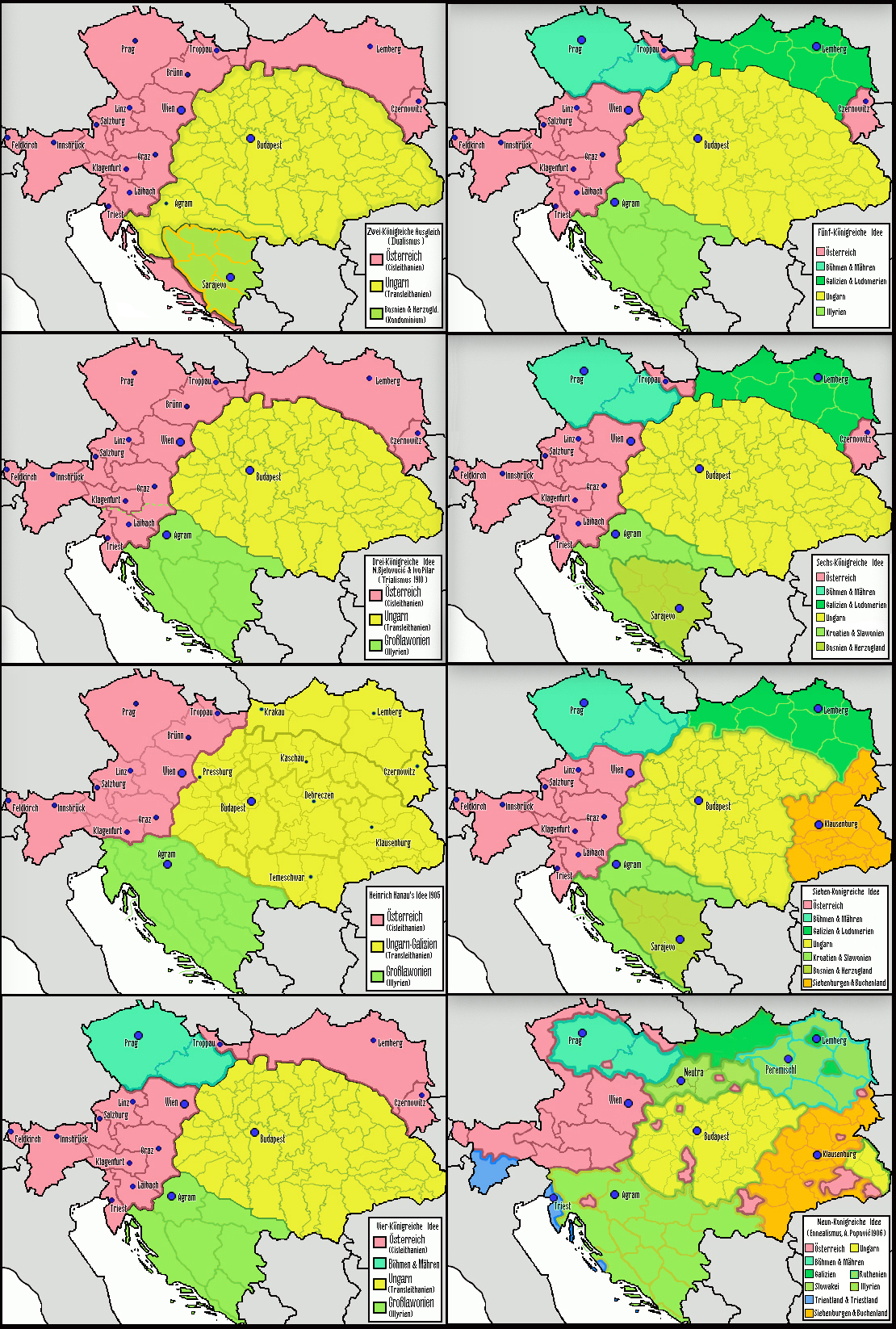
Projets de réforme de l'Autriche-Hongrie à partir du dualisme austro-hongrois (en haut à gauche) jusqu'aux États unis de Grande Autriche (en bas à droite) en passant par le « trialisme » de l'archiduc héritier François-Ferdinand et de Heinrich Hanau, et des options à quatre, cinq, six ou sept royaumes.

Le dualisme austro-hongrois, issu du compromis de 1867, a singulièrement tendu la situation en donnant aux aristocrates hongrois le pouvoir de bloquer toute modification constitutionnelle et toute évolution politique de l'Empire. La noblesse hongroise craint de voir voter des réformes (notamment foncières et linguistiques) qui ébrécheraient ses privilèges. François-Joseph reconnaît qu’il est souhaitable de créer une troisième force, slave, et de rendre sa Diète à la grande-principauté de Transylvanie, pluriethnique avec ses Magyars, ses Sicules, ses Saxons et ses Roumains.
Les Tchèques, s’estimant oubliés par le compromis de 1867 et dès 1868, demandent à François-Joseph un statut semblable à celui des Hongrois avec une « Couronne de Bohême » autonome. Ce projet aurait remplacé le système dualiste de l’Empire par un système trialiste. À la consternation des Tchèques, le projet est enterré en 1871 à la suite du refus catégorique des Allemands de Bohême et de Moravie, qui redoutent de se retrouver en minorité dans ces régions si l'autonomie voit le jour. Quant au gouvernement de Budapest, il rejette également cette idée car il ne veut pas que les Hongrois perdent leur statut privilégié dans la Double-Monarchie.
Les Polonais, les Ruthènes et les Croates, eux aussi mécontents du compromis austro-hongrois, réclament l’autonomie, respectivement du royaume de Galicie et de Lodomérie au nord-est de l’Empire et d’un royaume croate au sud de l’Empire, formé à partir de la Croatie hongroise et de la Dalmatie autrichienne, mais leurs projets, qui auraient transformé le dualisme en pentarchie, restent également lettre morte.
Un groupe d’intellectuels réunis autour de l’archiduc héritier François-Ferdinand d'Autriche et de son épouse Sophie Chotek, comtesse d’origine tchèque, défend l’idée de transformer la Double Monarchie en un État subdivisé en plusieurs monarchies autonomes reprenant plus ou moins les limites des États historiques de la monarchie des Habsbourg ; en 1906, Aurel Popovici conçoit l’idée des « États unis de Grande Autriche » dont les limites auraient été plus proches des majorités linguistiques du territoire austro-hongrois. Ces idées sont refusées par les Hongrois, car de tels redécoupages auraient mis fin à la grande Hongrie dite « des 64 comitats ». Toutefois jusqu’en 1917, seule une minorité conteste aux Habsbourg-Lorraine leur statut de souverains légitimes des États sur lesquels ils règnent, ou bien des États autonomes envisagés. La majorité des sujets ne réclame pas la sécession. Les sujets autres que germanophones ou magyars revendiquent le respect de leurs langues, cultures et religions, des écoles, une répartition plus équitable des ressources et des impôts, et en Hongrie une meilleure représentation politique. En fait, la « Double monarchie » tolère l’expression des cultures et identités autres qu’allemande ou hongroise, mais sans autonomies locales, vecteurs possibles du panslavisme, de l’irrédentisme ou du socialisme.

#### Les alliances extérieures
François-Joseph Ier inaugure le Drang nach Osten (expansion vers le sud-est, vers les Balkans). Bien que l’armée russe ait apporté un soutien indispensable à l’empire d'Autriche contre la république hongroise lors de la révolution de 1848, la politique de François-Joseph s’oppose aux visées panslavistes de l’Empire russe dans les Balkans dans le cadre du recul de l’Empire ottoman. Ces ambitions antagonistes des deux puissances impériales sont l’une des causes de la Première Guerre mondiale.

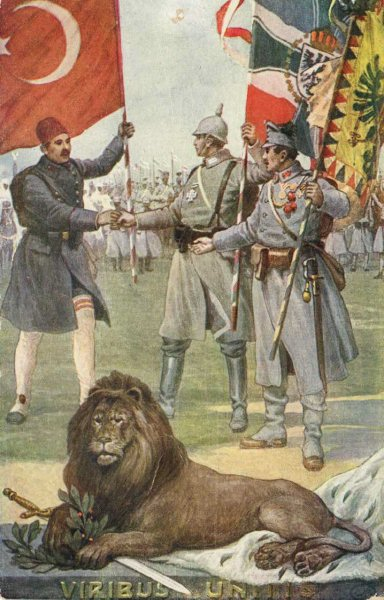
Carte postale de propagande : l'Autriche-Hongrie dans la Première Guerre mondiale (à droite, représentée par le drapeau impérial commun) ; l'Empire ottoman est à gauche, l'Empire allemand au milieu.

L’Empire allemand et l’Autriche-Hongrie, les « empires centraux », constituent donc une alliance, sous le nom de Duplice (Zweibund), qui devient la Triplice (Dreibund) ou Triple alliance quand l’Italie vient s’y joindre. Toutefois, l’Italie ne souscrit à cette alliance que dans une optique défensive : celle-ci ne doit fonctionner que dans la mesure où l’un des signataires est agressé.
À la suite de la guerre russo-turque de 1877-1878, le traité de Berlin confie à l’Autriche-Hongrie l’administration de la Bosnie-Herzégovine ottomane. Cette province a une population linguistiquement homogène (on y parle le serbo-croate), mais religieusement hétérogène (on y trouve des musulmans, des chrétiens catholiques que l’Empire va favoriser, et des chrétiens orthodoxes qu’il va étroitement surveiller). Sauf à l’Est, la Bosnie-Herzégovine est géographiquement encadrée par les territoires austro-hongrois. L’Empire annexe ce territoire en 1908, dernière annexion des Habsbourg-Lorraine, malgré l’opposition de la Russie, de la Grande-Bretagne et de la France, et de ce fait l’Autriche-Hongrie finit par apparaître agressive. Cela semble confirmé par les suites de l’attentat de Sarajevo (assassinat par un serbe de Bosnie de l’archiduc François-Ferdinand, héritier de l’Empire), lorsque l’Empire, bien que la Serbie ait accepté presque toutes les exigences de l’ultimatum austro-hongrois, décide tout de même d’envahir la Serbie. Emil Ludwig a analysé les décisions des empereurs autrichien, russe et allemand, autocrates influencés par l’aristocratie militaire qui les entoure, elle-même séduite par les arguments des industriels de l’armement, menant à la déclaration de guerre à la Serbie le 28 juillet 1914 puis aux mobilisations générales qui ont entraîné le continent européen dans la guerre.

#### La Grande Guerre de 1914-1918
Il y a une armée commune à l’Autriche et à la Hongrie avec des régiments d’infanterie. Ensuite, il y a une organisation de réserve propre à l’Autriche (Landwehr) et une autre propre à la Hongrie (Honvédség), ainsi qu’une organisation de défense territoriale (Landsturm) en Autriche et une autre en Hongrie. La Bosnie-Herzégovine fait l’objet d’une autre organisation avec quatre régiments d’infanterie (Bosnisch-Hercegowinische Infanterie-Regimenter Nr. 1-4), un bataillon de chasseurs à pied (Bosnisch-Hercegowinisches Feldjäger-Bataillon) et des bataillons autrichiens détachés.

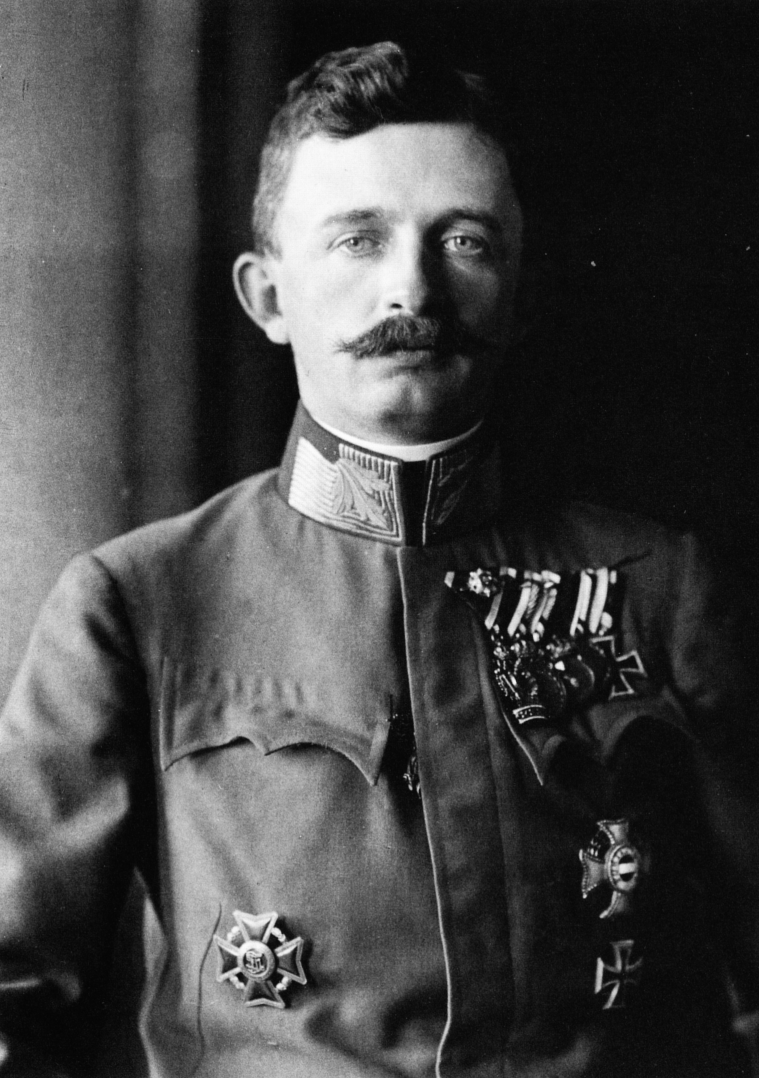
Charles 1er et IV d'Autriche-Hongrie, empereur d'Autriche et roi apostolique de Hongrie (1917).

L’armée austro-hongroise est le reflet de la disparité de l’Empire. Les Serbes et les Croates sont envoyés en garnison à Vienne ou à Budapest, les germanophones en Bosnie, les Tchèques en Hongrie, les Roumains en Galicie, les Polonais en Transylvanie, les Hongrois en Bohême ou en Bucovine pour tenter d’unifier cet empire multiculturel. La cohésion au combat n’est pas évidente. Un lieutenant de réserve roumain décrit le début de la guerre dans un régiment honvéd : les officiers supérieurs sont hongrois et ont besoin de traducteurs roumains pour se faire comprendre. Le livre de Liviu Rebreanu et le film La Forêt des pendus font état des désertions qui ont pu survenir après l'été 1916, lorsque la Roumanie rejoint l'Entente. Des soldats tchèques, slovaques, slovènes, serbes ou ukrainiens faits prisonniers par les Russes n’hésitent pas, eux non plus, à former des légions auxiliaires de l’armée russe.
Au début de la guerre cependant, malgré le rôle ingrat que lui a attribué l’Allemagne en 1914, l’armée austro-hongroise conserve sa cohésion, grâce à un commandement unique largement germanisé : elle lance seule l’offensive contre l’armée russe, tout en affrontant une armée serbe aguerrie. En 1915 et avec ses alliés, elle repousse l’armée russe et occupe la Serbie. Mais l’Italie, d’abord neutre, choisit finalement d’entrer en guerre aux côtés de l’Entente, en signant un traité dont les clauses secrètes prévoient l’attribution du Tyrol du Sud, du Trentin, de Trieste et de la Dalmatie en cas de défaite de l’Autriche-Hongrie.
Monté sur le trône le 22 novembre 1916, Charles Ier d’Autriche-Hongrie sonde les voies de la paix auprès de la France. La négociation entamée au printemps 1917 avec le gouvernement français par l’intermédiaire des princes de Bourbon-Parme, François-Xavier et Sixte, frères de l’impératrice Zita, n’aboutit pas, l’Entente s’étant déjà engagée vis-à-vis de l’Italie, de la Serbie et de la Roumanie.
D’abord victorieuse de l’armée italienne à Caporetto en octobre 1917, l’armée austro-hongroise est finalement défaite à Vittorio Veneto en octobre 1918.

### La dissolution de l'Autriche-Hongrie

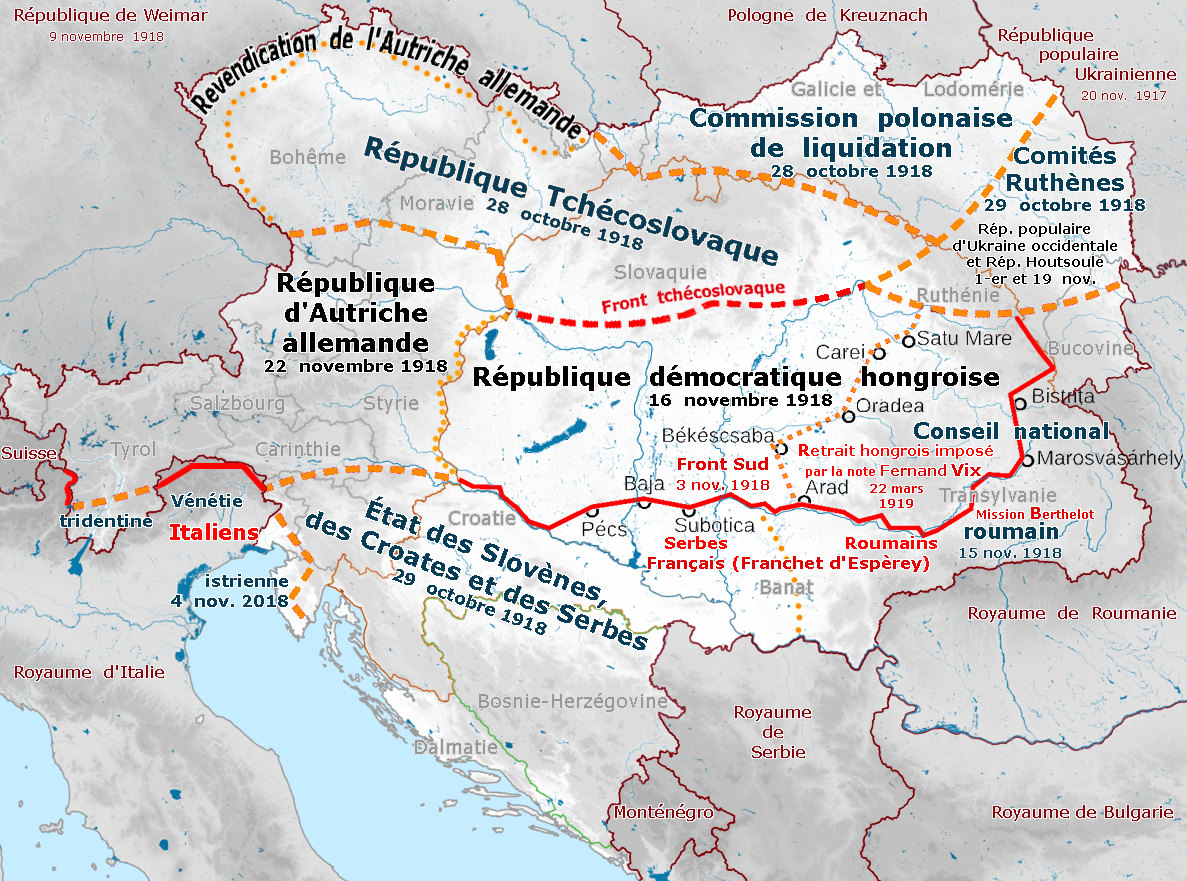
Dislocation de l'Autriche-Hongrie.

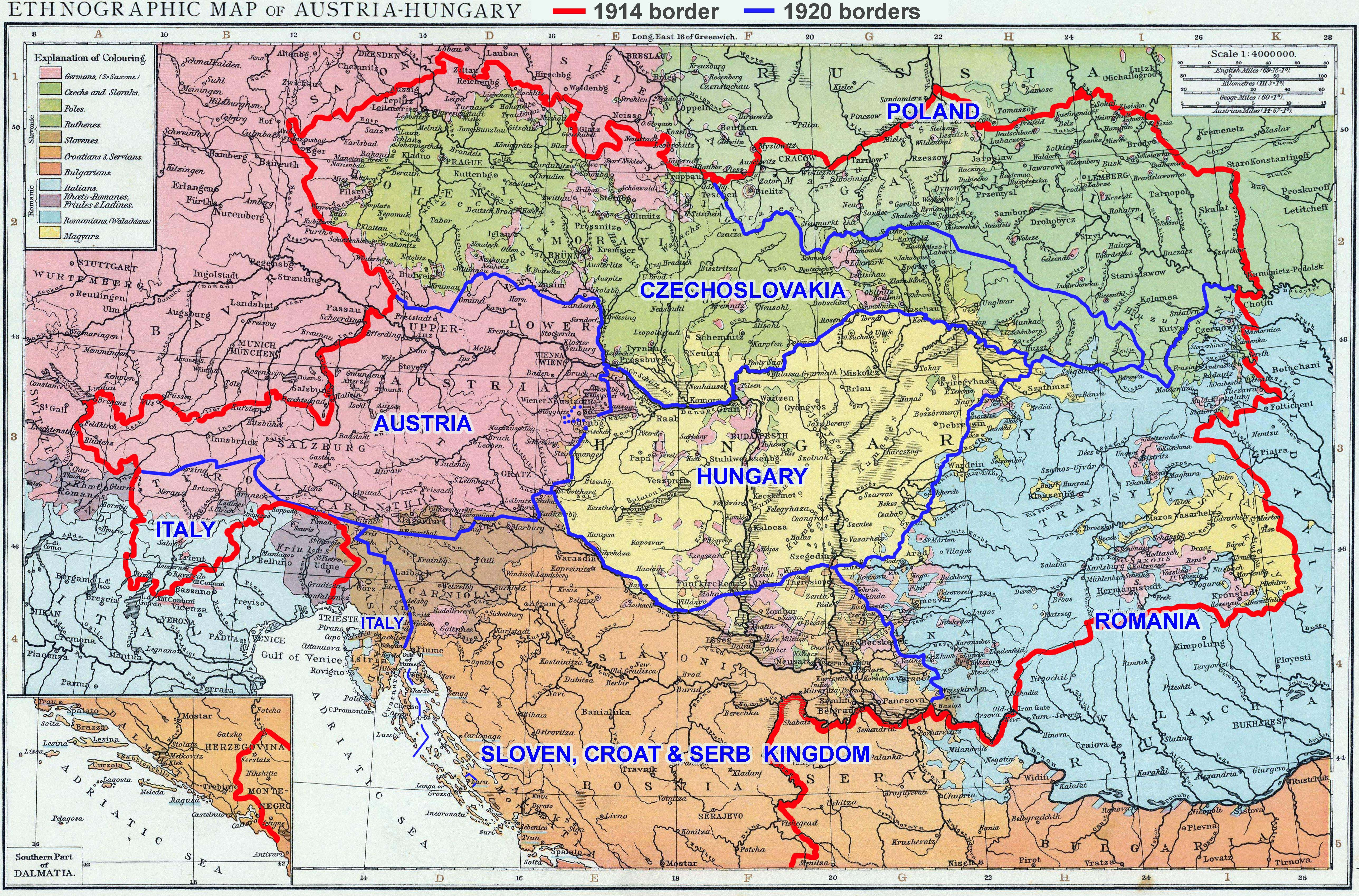
Carte de l'Autriche-Hongrie en 1914 avec les zones linguistiques selon le recensement de 1890, les frontières de 1914 (rouge) et celles de 1919 (bleu) tracées par la Commission Lord en application des Quatorze points du président Wilson : la plupart sont encore en place au début du XXI.

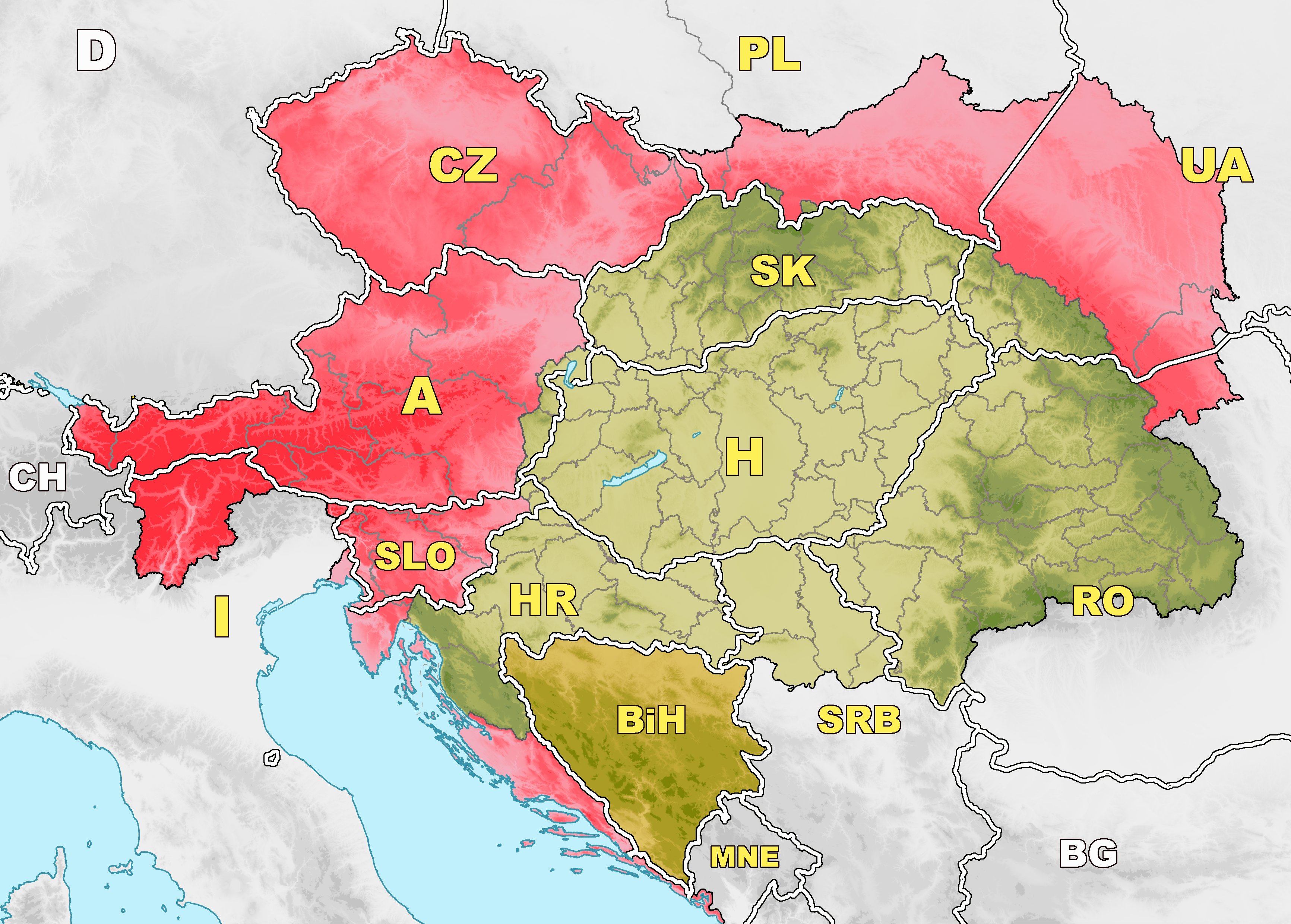
Carte de l'Autriche-Hongrie en 1914 avec en surimpression et en blanc les frontières du début du XXI : treize États (codes d'immatriculation en jaune) s'en partagent le territoire, de gauche à droite et de haut en bas la Tchéquie, la Slovaquie, la Pologne, l'Ukraine, l'Autriche, la Hongrie, la Roumanie, l'Italie, la Slovénie, la Croatie, la Bosnie-Herzégovine, la Serbie et le Monténégro.

#### Vers l'émiettement de l'Europe centrale
L’idée de nation comme source de la souveraineté, issue des révolutions américaine et française, avait déjà été exprimée à différentes reprises : Révolution transylvaine de 1784 et « Printemps des Peuples » de 1848, insurrections autrichienne, hongroise et roumaine. Les dirigeants et les assemblées des différentes composantes de l’Empire s’appuient en 1918 à la fois sur cette idée et sur les déclarations du président américain Woodrow Wilson, qui, dans le dixième de ses « quatorze points pour la paix », propose à l’Europe les principes du « droit des peuples à disposer d'eux-mêmes », de l’autodétermination et de la souveraineté nationale.
Dès lors, l’idée d’un empire incapable de se réformer, dont la seule légitimité était la fidélité à la dynastie des Habsbourg-Lorraine, apparaît comme obsolète. Il ne se dissout ni par une révolution sanglante comme en Russie, ni par une consultation populaire unique comme lors du rattachement de Nice et de la Savoie à la France en 1860, mais par une juxtaposition de proclamations qui, profitant de la défaite de l’Empire austro-hongrois à l’issue de la Première Guerre mondiale, aboutissent au partage du territoire « impérial-et-royal » entre sept États :future Yougoslavie, formé par la réunion des Slaves méridionaux d’Autriche-Hongrie
- la Tchécoslovaquie (Bohême, Moravie, Silésie jusque-là autrichiennes, plus Slovaquie et Ruthénie subcarpathique jusque-là hongroises) proclame son indépendance le 28 octobre ;
- l’État des Slovènes, Croates et Serbes proclamé le 29 octobre 1918 en Carniole, Styrie méridionale, Prekmurie, Croatie-Slavonie, Dalmatie et Bosnie-Herzégovine, s’unit le 1er décembre au royaume de Serbie pour former le royaume des Serbes, Croates et Slovènes ;
- la Pologne ressuscitée, dont Józef Piłsudski proclame le 11 novembre l’indépendance incorpore la Galicie, déjà administrée par la « commission polonaise de liquidation » ;
- après la dénonciation par le comte Károlyi, chef du gouvernement hongrois, du serment qui le liait au palatin de Hongrie Joseph[62] (1er novembre 1918), puis l’abdication de Charles Ier (12 novembre 1918) :
  - la république d'Autriche allemande est proclamée le 12 novembre ;
  - la République démocratique hongroise est proclamée le 16 novembre ;
  - les Roumains de Bucovine, de Transylvanie, du Körösvidék et du Banat oriental proclament leur sécession le 28 novembre 1918, et s’unissent le 1er décembre au royaume de Roumanie ;
- enfin le royaume d’Italie annexe le Tyrol du Sud (en violant le principe de l’autodétermination dans la partie amont, germanophone, de ce territoire), et le littoral autrichien comprenant l’Istrie, Fiume, Zadar et certaines îles de la Dalmatie.

Une huitième composante, les Ukrainiens de Galicie orientale et de Ruthénie subcarpathique proclament respectivement une république populaire d'Ukraine occidentale et une république houtsoule. Mais n’ayant pas négocié auparavant avec les Alliés et représentant aux yeux de ceux-ci un « maillon faible » face aux bolcheviks russes et hongrois, ils ne sont pas pris en compte et ne peuvent pas prendre place parmi les « États successeurs » de l’Autriche-Hongrie. C’est seulement en 1945 que la Ruthénie subcarpathique et la Galicie orientale sont incorporées dans la République socialiste soviétique d'Ukraine, lors de l’annexion de ces territoires par l’URSS.

#### La réduction de la Hongrie et le révisionnisme hongrois
Le royaume de Hongrie qui couvrait l’ensemble du bassin du moyen Danube, des Alpes aux Carpates, se disloque en 1918 et sa dislocation est officialisée en 1920 par le traité de Trianon qui réduit le territoire hongrois des deux tiers. La Hongrie adopte dès lors une politique visant à « réviser » ce traité de Trianon. Gouvernée par l’amiral Horthy à partir de 1920, le pays s’engage par opportunisme aux côtés de l’Allemagne nazie à partir de la fin des années 1930 pour obtenir en échange :
- la Basse-Slovaquie et la Ruthénie subcarpathique en 1938 puis 1939 en participant au démantèlement de la Tchécoslovaquie ;
- la Transylvanie du Nord en 1940 par les arbitrages de Vienne, à la suite de la défaite de la France, lorsque la Hongrie récupère des territoires au détriment de la Roumanie ;
- en 1941, lorsque la Hongrie récupère au détriment de la Yougoslavie la région de Bacska.

Fin 1941, la Hongrie avait récupéré la moitié des territoires perdus en 1918 mais était devenue un état satellite du Troisième Reich. À la suite de son occupation par les armées soviétique et roumaine, le traité de Paris de 1947 rétablit ses frontières de 1937.
Ces pertes sont encore aujourd’hui très mal vécues par une partie de l’opinion hongroise, notamment depuis que le gouvernement de Viktor Orbán prend des positions de plus en plus nationalistes. Malgré l’opposition affichée par les instances de la Communauté européenne, des mouvements politiques tels le Jobbik revendiquent des formules pour rattacher de façon extraterritoriale les populations de langue hongroise vivant dans les États voisins. Parmi ces formules, le rattachement des citoyens « un par un » : à compter de janvier 2011, il n’est ainsi plus nécessaire de résider en Hongrie pour obtenir la citoyenneté hongroise.
De leurs côtés, les populations hongroises de Roumanie et de Slovaquie se sont dotées de leurs propres organisations politiques qui participent à la vie politique de ces pays.

#### La naissance improbable de la république d’Autriche
Malgré le désir exprimé par de nombreux Autrichiens de bénéficier eux aussi du « Droit des peuples à disposer d'eux-mêmes » en se rattachant à la nouvelle république allemande, l'Entente est résolue à maintenir cet État et consolide son assise territoriale :
- conservation de la Carinthie partiellement peuplée de Slovènes ;
- rattachement du Burgenland, seule partie de la nouvelle Autriche héritée des pays de la Couronne de saint Étienne ;
- rejet du souhait exprimé par le Vorarlberg lors d’un plébiscite de rejoindre la Confédération suisse (environ 80 % pour l’ouverture de négociations en vue d’un éventuel rattachement à la Suisse)[63].

À la suite du bouleversement des frontières et donc des circuits économiques, l’activité économique en Autriche éprouve des difficultés à se rétablir aux niveaux d’avant-guerre. Par conséquent, le chômage reste relativement important ce qui favorise les mouvements sociaux. Un clivage entre le mouvement socialiste qui gère la ville de Vienne, capitale maintenant disproportionnée où vit le tiers de la population, et les forces traditionalistes dans les provinces, est exacerbé par les débordements de part et d’autre des milices armées. La faillite du Credit Anstalt offre l’occasion au chancelier Dollfuss de suspendre le parlement et d’instaurer un régime d’inspiration chrétienne et corporatiste, qui ne parvient pas à contrer les effets du krach de 1929, n’emporte pas l’adhésion de la population, et finit balayé par l'Allemagne nazie en 1938.
À l’issue de la Seconde Guerre mondiale, l’Autriche est détachée de l’Allemagne et est d’abord occupée par les quatre puissances victorieuses de la guerre jusqu’en 1955. Durant la guerre froide et jusqu’à la chute du rideau de fer en 1989, les cinq sixièmes du territoire de l’ancienne Autriche-Hongrie appartiennent à des états communistes : seule l’Autriche et les territoires italiens en sont exclus. La république d’Autriche est tenue de se tenir à équidistance des deux blocs, ce qui achève de séparer son destin géostratégique de celui de l’Allemagne divisée en deux. Par son obligation de neutralité, elle attire les instances internationales, en particulier l’Agence internationale de l'énergie atomique et le siège de l’OPEP.
En revanche, son destin économique et politique la rattache clairement à l’Occident car elle conserve une économie de marché et peut profiter du plan Marshall américain, qui finance le tiers des investissements de la reconstruction. Elle retrouve un système parlementaire à partis multiples et elle a l’opportunité de prendre un nouveau départ basé sur une pratique interne de la cogestion tant entre partis politiques (le Proporz) qu’entre les partenaires sociaux (la Sozialpartnerschaft).
Le souvenir des Habsbourg demeure en Autriche un facteur identitaire qui se manifeste à travers la mise en valeur du patrimoine historique (palais et trésors impériaux notamment) ou encore à l’occasion des funérailles de l’impératrice Zita (1989) et du dernier archiduc héritier de la couronne, Otto de Habsbourg-Lorraine (juillet 2011).